# Перрин, Мелисса
Мелисса Перрин (англ. Melissa Perrine, родилась 21 февраля 1988 года в Ноуре) — австралийская паралимпийская горнолыжница (класс B2, спортсмены с нарушением зрения). Участница зимних Паралимпиад 2010, 2014 и 2018 годов, дважды бронзовый призёр Игр 2018 года в суперкомбинации и гигантском слаломе. В 2015 году стала трёхкратной чемпионкой мира.

## Биография
Мелисса Перрин родилась 21 февраля 1988 года в Ноуре. Родилась с четырьмя врождёнными заболеваниями глаз: катаракта, нистагм, микрофтальмия и глаукома. С раннего детства её зрение стремительно ухудшалось, формы и цвета стали расплывчатыми.
В 2007 году она была удостоена звания лучшей молодой австралийки года от совета района Уингекарриби. В 2010 году, уже будучи членом паралимпийской сборной, в марте снялась в документальном фильме «X Paralympic Games» производства Australian Broadcasting Corporation. В 2011 году окончила Австралийский католический университет (специалист по тренировкам) со степенью бакалавра, в 2012 году получила степень магистра. В 2010 году поступила в магистратуру физиотерапии в университете Западного Сиднея. По состоянию на 2014 год проживала в городе Уэлби (Новый Южный Уэльс).

## Горнолыжный спорт

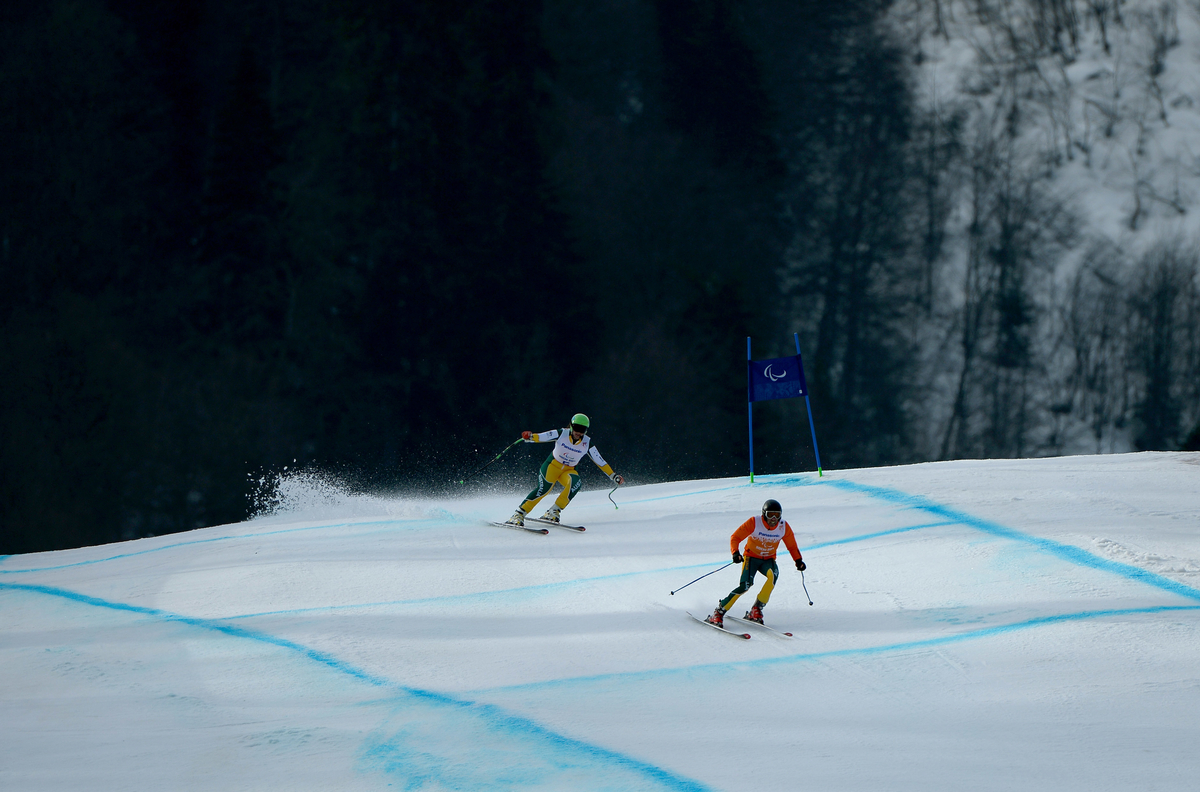
Мелисса Перрин и Энди Бор на зимней Паралимпиаде в Сочи, соревнования по скоростному спуску

По классификации МПК Перрин соревнуется в классе B2 среди спортсменов с нарушением зрения, вследствие этого выступает с ведущим, общение с которым осуществляет при помощи аудиогарнитуры. Со своим гидом Энди Бором выступила впервые в 2009 году на Кубке Северной Америки в Колорадо, заняв 2-е место в супергиганте. В ноябре 2009 года включена в паралимпийскую сборную Австралии, став второй женщиной в команде после Джессики Галлахер (во второй раз в составе сборной Австралии на Зимней Паралимпиаде были женщины). Об этом объявили в Канберре министр спорта Кейт Эллис и президент Австралийского паралимпийского комитета Грег Хартунг.
В 2010 году на этапе Кубка мира в Италии Перрин получила перелом бедра в результате падения и вернулась в Австралию на лечение. К концу сезона горнолыжного спорта она успела восстановиться, выступив в Аспене (штат Колорадо) и взяв серебряную и две бронзовые медали. 9 марта 2010 года австралийская делегация прибыла в Паралимпийскую деревню. На Играх в Ванкувере она выступила в скоростном спуске, супергиганте, суперкомбинации и гигантском слаломе. Заняла 7-е место в супергиганте, проиграв 12,54 секунды чемпионке Генриете Фаркашовой. В суперкомбинации не завершила дистанцию; в супергиганте также не сумела завершить дистанцию, хотя после первого этапа занимала 6-е место. В скоростном спуске протяжённостью 2139 м заняла 5-е место.
На чемпионате мира 2011 года с Бором в качестве ведущего Перрин завоевала серебряную медаль в скоростном спуске — первую для австралийских паралимпийских горнолыжниц, а также бронзовые медали в суперкомбинации и супергиганте. На соревнованиях на новозеландской горе Хатт в августе 2011 года она выиграла супергигант, а в том же месяце на Зимних играх МПК на пике Коронет выиграла слалом.
В 2012 году на этапе Кубка мира в Италии Перрин заняла 3-е место в слаломе и 2-е место в гигантском слаломе. На Паралимпиаде 2014 года в Сочи она выступила во всех пяти дисциплинах, однако её результат был засчитан только в скоростном спуске (4-е место): в слаломе её дисквалифицировали за использование козырька, прикреплённого к шлему для защиты очков, без разрешения МПК, а в остальных дисциплинах она просто не финишировала. Исполнительный директор Австралийского паралимпийского комитета Джейсон Хеллвиг возмутился решению о дисквалификации спортсменки, заявив, что та не собиралась создать себе несправедливое преимущество в экипировке.
На чемпионате мира 2015 года, прошедшем в канадской Панораме, Мелисса Перрин и Энди Бор завоевали три золотых, одну серебряную и одну бронзовую. Золотые медали были взяты в скоростном спуске, супергиганте и суперкомбинации, серебряная медаль — в слаломе, бронзовая — в гигантском слаломе. Перрин стала единственной австралийской горнолыжницей, попавшей в призёры во всех дисциплинах. В 2017 году на финале Кубка мира в Пхенчхане она взяла бронзовые медали в скоростном спуске и гигантском слаломе, причём сезон 2016/2017 она пропустила частично в связи с учёбой. В третий раз в своей карьере она отобралась на Паралимпийские игры, которые в 2018 году прошли в Пхенчхане. На них Мелисса выиграла бронзовую медаль в суперкомбинации с новым ведущим — тренером Кристианом Гейгером. На следующий день она взяла бронзовую медаль в супергиганте. Также она заняла 4-е место в слаломе и два 5-х места в скоростном спуске и супергиганте. Она же несла флаг Австралии на церемонии закрытия Игр.